# Леоне, Пьетро
Пьетро Леоне (итал. Pietro Leone, 13 января 1888, Массацца, Италия — 4 февраля 1958) — итальянский футболист, игравший на позиции полузащитника. Известный по выступлениям за клуб «Про Верчелли», а также национальную сборную Италии.

## Клубная карьера
Во взрослом футболе дебютировал в 1908 году выступлениями за команду клуба «Про Верчелли», цвета которой и защищал на протяжении всей своей карьеры, которая длилась шесть лет. За это время пять раз завоевывал титул чемпиона Италии.

## Выступления за сборную
В 1911 году дебютировал в официальных матчах в составе национальной сборной Италии. В течение карьеры в национальной команде, которая длилась 4 года, провёл в форме главной команды страны 9 матчей. В составе сборной был участником футбольного турнира на Олимпийских играх 1912 года в Стокгольме.

## Титулы и достижения
- Чемпион Италии (5): «Про Верчелли»:  1908, 1909, 1910/1911, 1911/1912, 1912/1913